# ارتش ارمنستان (۱۹۱۸-۱۹۲۰)
ارتش ملی ارمنستان در زمان جمهوری نخست ارمنستان، پس از اعلامیه جمهوری ارمنستان در سال ۱۹۱۸ ایجاد شد و تا زمان شوروی شدن جمهوری در ۲ دسامبر ۱۹۲۰ باقی ماند:

## تاریخچه شکل‌گیری ارتش منظم
افسران ارتش جمهوری ارمنستان عمدتاً پرسنلی بودند که از  گومنازیوم‌های نظامی روسیه فارغ‌التحصیل شدند و در جنگ جهانی اول شرکت کردند. در پایان جنگ جهانی اول، به دستور ۱۳۶ فرمانده کل ارتش قفقاز در ۱۳ دسامبر ۱۹۱۷، ایجاد ارتش ارمنی تصویب می‌شود که بعدها به هسته اصلی ارتش ملی ارمنی تبدیل شد.

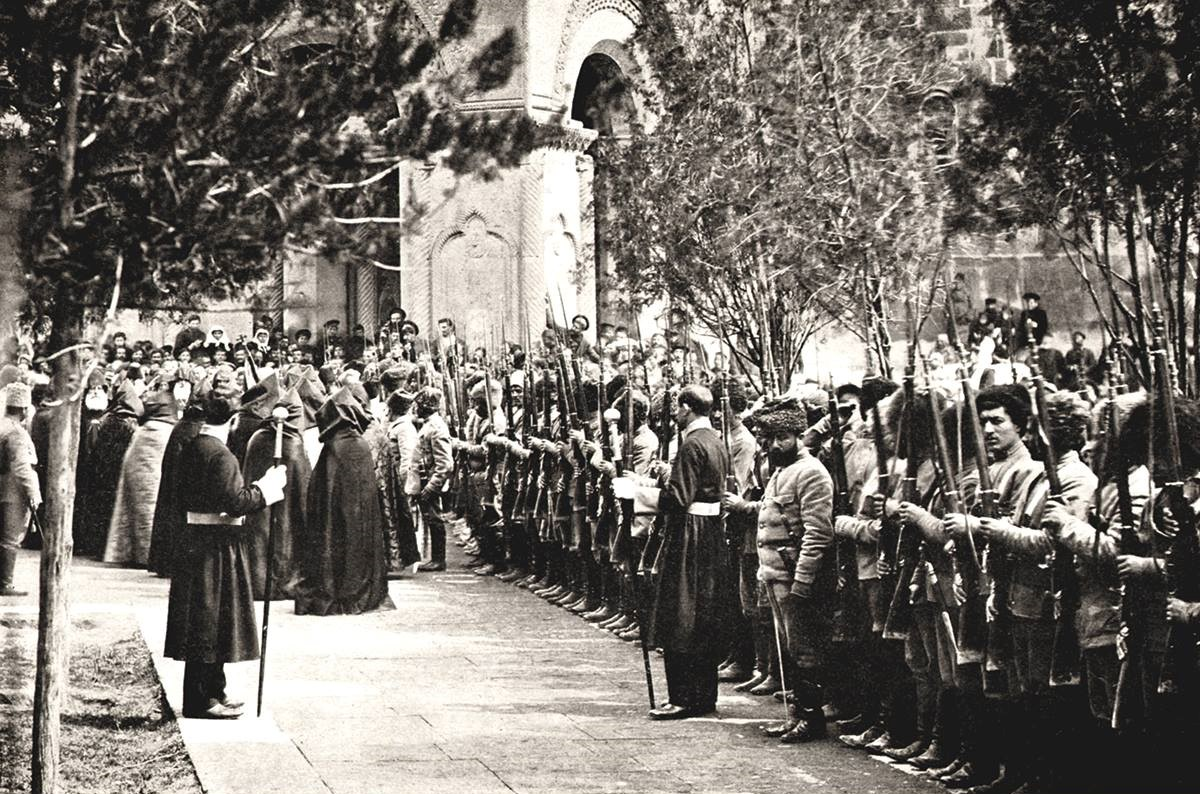
واحدهای داوطلب ارمنی

پس از خروج نیروهای روس از قفقاز جنوبی، ارتش ارمنستان بر اساس هنگ‌های ارمنی و دسته‌های هایدوک {نوعی پیاده‌نظام نامنظم است که از اواخر قرن ۱۶ تا اواسط قرن ۱۹ در اروپای مرکزی، شرقی و بخش‌هایی از جنوب شرقی یافت می‌شود.} تشکیل شد که وارث اصول ساختاری و تسلیحات ارتش روسیه، و همچنین سلاح و مهمات از نوع روسی بود. افسران و ستاد فرماندهی آن عمدتاً متشکل از افسران عالی‌رتبه، ارشد و جوان ارمنی ارتش روسیه بودند، همچنین تعداد کمی از رهبران جناحی که در جنبش فداییان شرکت داشتند، بودند. علاوه بر واحدهای نظامی عادی، واحدهای شبه نظامی نیز به عنوان بخشی از ارتش فعالیت می‌کردند. افسران ارتش تحصیلات خود را در مدارس روسیه گذراندند، اکثر سربازان در ارتش روسیه خدمت و آموزش دیدند.

## گردان ارمنی
ارتش ارمنستان شامل دو لشکر تفنگ دار بود که هر یک شامل چهار هنگ تفنگ دار و یک تیپ تفنگ دار – توپخانه، یک تیپ سواره نظام جداگانه متشکل از دو هنگ سواره نظام، یک تیپ پیاده‌نظام متشکل از پنج هنگ پیاده، یک تیپ ذخیره متشکل از دو پیاده‌نظام. هنگ‌ها و چهار گردان، یک واحد نظامی جمعی و تعدادی دیگر واحدها و لشکرهای نظامی جداگانه و حرفه ای. همراه با واحدهای نظامی منظم و تشکیلات نظامی فدائیان و گروه‌های داوطلب نیز وجود داشتند که از جمله آنها می‌توان به واحد نظامی آندرانیک، گروهان ساسون و غیره اشاره کرد.

### ۱۹۱۸ میلادی
در پایان مارس ۱۹۱۸ تعداد پرسنل نظامی ارتش نخستین جمهوری ارمنستان حدود ۲۰۰۰۰ نفر بود که از این تعداد حدود ۸۰۰ نفر افسر بودند. در تابستان ۱۹۱۸، ارتش ارمنستان به یک لشکر پیاده‌نظام سازماندهی شد، که فرمانده آن ژنرال مؤسس سیلیکیان (۱۸۶۲–۱۹۳۷) منصوب شد. تعداد پرسنل نظامی لشکرها به حدود ۱۶ هزار نفر رسید. تا ژانویه ۱۹۱۹، این عدد تقریباً بدون تغییر بود. در پایان همان سال تعداد نظامیان ارتش ارمنستان به بیش از ۳۰۰۰۰ نفر رسید:
بر اساس داده‌های ۳۱ مارس ۱۹۱۸، گروه‌ها و ترکیب رزمی واحدهای نظامی ارتش ارمنستان به شرح زیر بوده است:
نیروها نظامی در بگلی احمد { بگلی احمد، روستایی در ارمنستان غربی، استان کارس، ارمنی‌ها در جریان جنگ ارمنستان و ترکیه در سال ۱۹۲۰ به اجبار آواره شدند و در ارمنستان شرقی ساکن شدند.}: ۱۱ گردان، ۱۴ نیروهای ویژه کوهستان، ۴ یگان توپخانه سبک، ۸ لشکر سواره نظام.
نیروهای نظامی در کاغزوان: ۱ گردان و ۱۳۰ گروهان سواره نظام و نیروهای نظامی ایروان: ۱۴ گردان، ۱۲ نیروهای ویژه کوهستان، ۶ توپ سبک و ۳۰۰ واحد کوچک.
نیروهای ذخیره ارتش شامل ۱۱ گردان، مجموعاً ۳۷ گردان، ۲۶ توپ کوهستانی و ۱۰ توپ سبک، ۱۷۰ مسلسل، ۱۲ گروهان سواره نظام و ۳۰۰ واحد کوچک که در آنها ۱۶۷۱۵ سرباز پیاده و سواره نظام و ۶۰۰ افسر حضور داشتند.
در ۱۱ دسامبر ۱۹۱۸ جنگ گرجستان و ارمنستان آغاز شد و تا اواخر دسامبر ادامه داشت، تا اینکه ارتش گرجستان متحمل شکست شد و عقب‌نشینی کرد. ارتش ارمنستان تا ۲۶ دسامبر ۴۰۰ واگن، ۲۵ لوکوموتیو، ۳۹ مسلسل و ۳ خودروی زرهی را به غنیمت دست آورده بود. در ۳۱ دسامبر، پس از ناکامی‌های جدید ارتش گرجستان، تفلیس در خطر بود. بلافاصله با وساطت نمایندگان انگلیس و فرانسه، بین ارمنی‌ها و گرجی‌ها آتش‌بس امضا شد.

### ۱۹۲۰ میلادی
در ژانویه ۱۹۲۰ تعداد نظامیان ارتش جمهوری ارمنستان به ۲۵۰۰۰ نفر و در پاییز در طول جنگ ترکیه و ارمنستان به حدود ۴۰۰۰۰ نفر رسید:

## تسلیحات

### سلاح سرد
در تسلیحات نیز انواع سلاح‌های سرد ساخته شده توسط استادان قفقازی وجود داشت، چه در دسته‌های شبه نظامی و چه در یگان‌های معمولی، اغلب از انواع شمشیر شاشکا، شمشیرهای خمیده و خنجرهای ساخته شده توسط استادان قفقازی استفاده می‌شد.

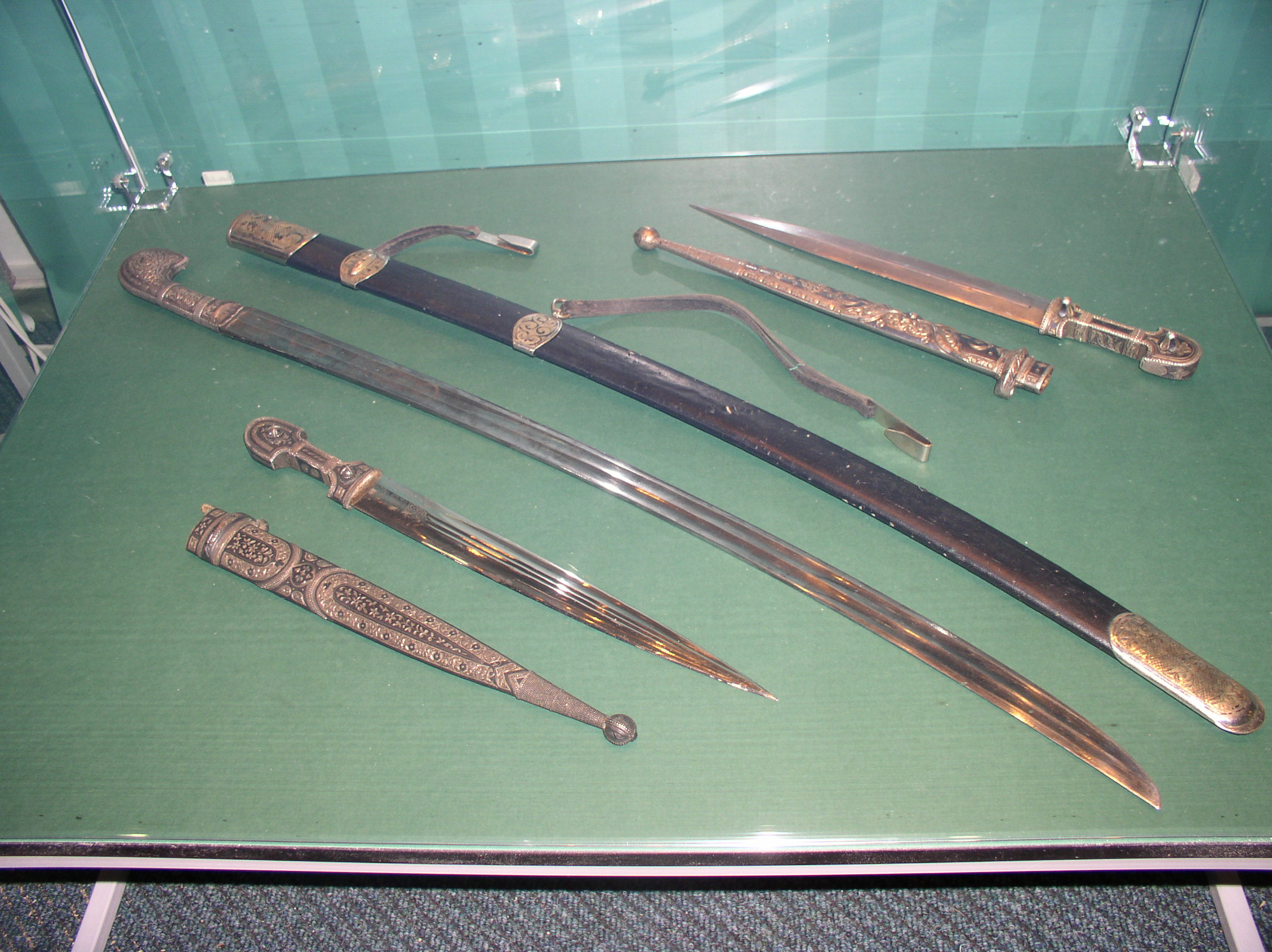
بلاروس مینسک موزه ملی تاریخ و فرهنگ بلاروس

### سلاح گرم کوچک
برخی از افسران و سربازان ارتش نیز به تفنگ‌های «ناگانت» (فشنگ ۷٫۶۲×۳۸ میلی‌متر) و ماوزر با فشنگ ۷٫۶۳×۲۵ میلی‌متر مسلح بودند.
- در سال ۱۸۹۵ تفنگ ناگانت
- در سال ۱۸۷۱ هفت تیر مدل اسمیت و وسون
- در سال ۱۸۹۶ و در سال ۱۹۰۸م تپانچه ماوزر

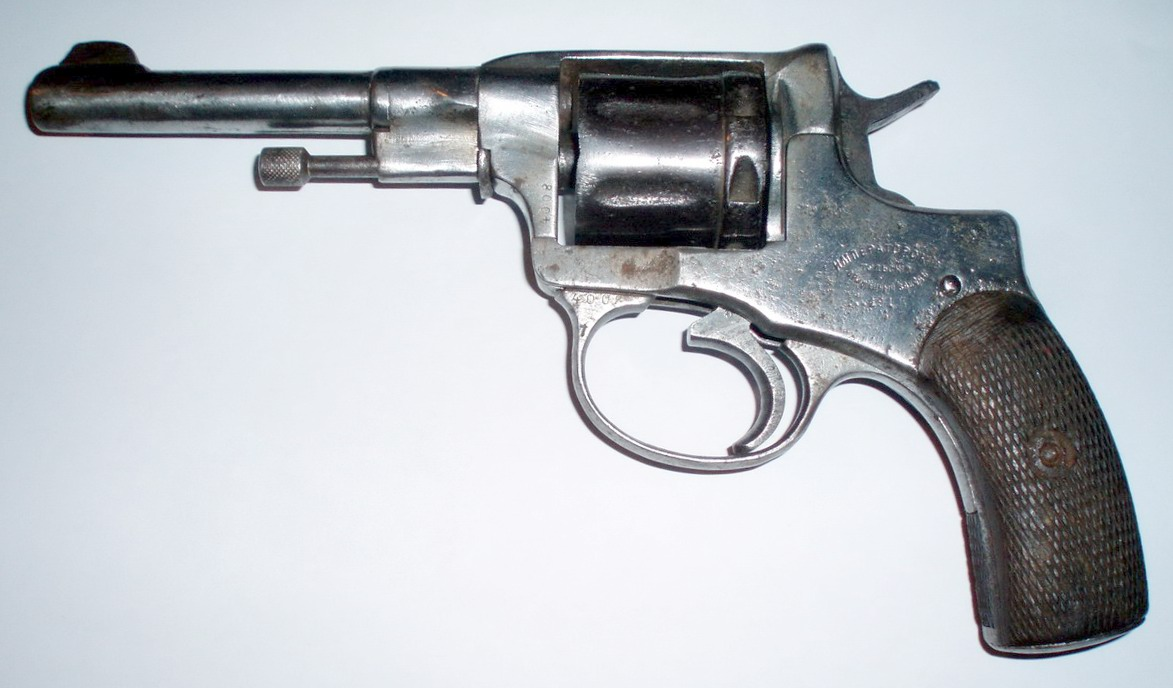
در سال ۱۸۹۵م تفنگ «ناگان».

### سلاح گرم بزرگ
سلاح اصلی سرباز درجه دار ارمنی تفنگ روسی موسین–ناگانت و همچنین تعدادی محدود اسلحه ساخت آلمانی، فرانسوی نیز بود. بر اساس برخی داده‌ها، پس از خروج ارتش روسیه از قفقاز ۱۰۰۰۰۰ تفنگ روسی موسین–ناگانت، یک میلیارد گلوله، ۳۰۰۰ توپ، ۳۰۰۰ مسلسل و… در جمهوری ارمنستان به جا ماند. این داده‌ها حتی در خاطرات ژنرال آندرانیک اوزانیان هم نوشته شده است. به عقیده بسیاری سربازانی که پادگان‌های قفقاز جنوبی را ترک می‌کردند گاه نه تنها اسلحه خود را رها نمی‌کردند، بلکه به مقدار زیاد نیز با خود می‌بردند { برای فروش } در جبهه روس و ترکیه حتی در بهترین زمان‌ها ۳۰۰۰ توپ و مسلسل نداشت. جبهه روس و ترکیه همه تدارکات نامنظم بود و نیروهای ارتش قفقاز در بهترین زمان‌ها حتی ۱۰۰۰ توپ نداشتند. کل جبهه جنوب غربی تحت فرماندهی آلکسی بروسیلوف در طول موفقیت معروف خود در سال ۱۹۱۶، از ۳ ژوئن تا ۲۲ اوت ۱۹۱۶، کمی کمتر از ۲۰۰۰ توپ در اختیار داشت.
همین امر در مورد تعداد تفنگ‌ها و گلوله‌ها نیز صدق می‌کند. در ۵ ژوئیه ۱۹۲۰، کشتی که از انگلیس به بندر ساحلی باتومی گرجستان رسیده بود. ۲۵۰۰۰ تفنگ انگلیسی از نوع Ross rifle و همچنین ۴۰۰ مسلسل ویکرز انگلیسی و حدود ۵۸۰۰۰۰۰۰ گلوله برای استفاده از این سلاح و همچنین مقادیر زیادی غذا، پوشاک و غیره آورده بود.

### مسلسل‌ها
ارتش از چندین نوع مسلسل استفاده می‌کرد و یافتن فشنگ‌های مختلف برای آنها مشکل بزرگی بود. تقریباً ۸۰۰ تا ۱۰۰۰ سرباز که تقریباً یک گردان را تشکیل می‌دادند، تا ۴ مسلسل دریافت کردند. بر اساس اطلاعات ۳۱ مارس ۱۹۱۸، ۱۷۰ مسلسل و تنها ۳۶ توپ در تسلیحات ارتش ارمنستان وجود داشت. حتی تا مارس ۱۹۱۹، گروه بیش از ۱۴۰۰ نفری تحت فرمان دراستامات کانایان تنها ۲ مسلسل داشت. ارتش ارمنستان مسلسل ماکسیم از نوع روسی و تعداد محدودی مسلسل ویکرز و مسلسل لوئیس ساخت انگلیس در اختیار داشت:

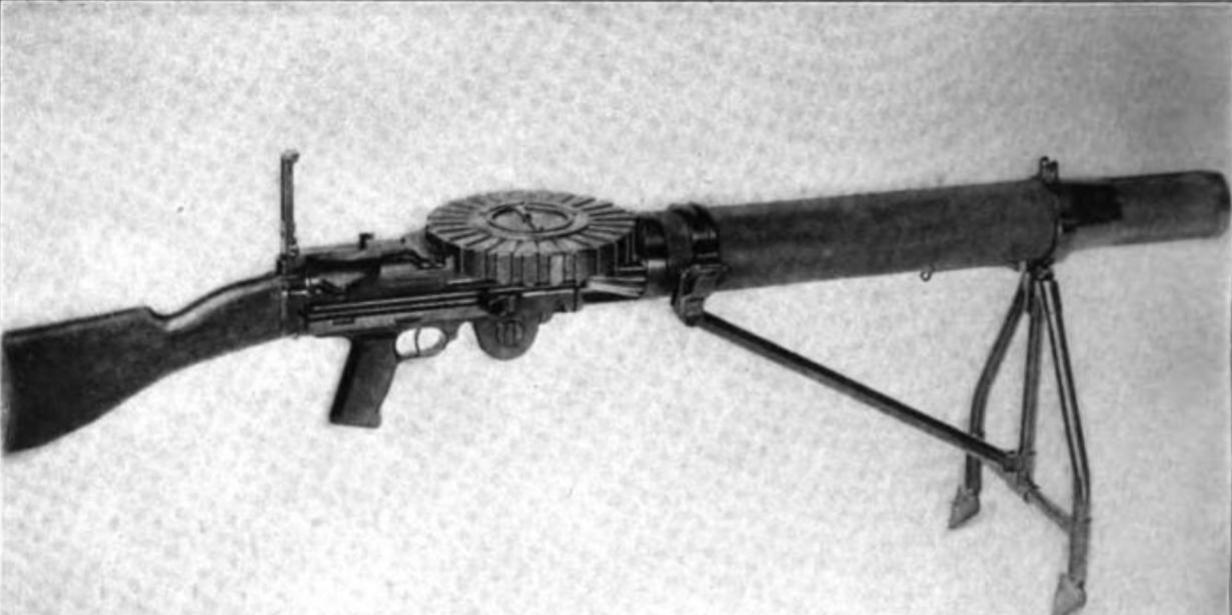
مسلسل لوئیس

## توپخانه ارتش ارمنستان
توپخانه ارتش ارمنستان شامل ۲ تیپ توپخانه، ۴ لشکر جداگانه و یک آتشبار کوهستانی جداگانه، در مجموع حدود ۱۰۰ اسلحه بود که تنها نیمی از آنها پس از جنگ حفظ شد. در جریان سازماندهی مجدد ارتش، یک تیپ توپخانه با یک ایستگاه مونتاژ توپخانه و نیروهای آموزشی تشکیل شد. در سپتامبر ۱۹۱۸ اداره توپخانه وزارت جنگ تشکیل شد که وظیفه آن تسلیح ارتش، تأمین از نظر مادی و تهیه سلاح و مهمات توپخانه برای ارتش بود. در پایان سال، پس از خروج ترکان از گیومری، رئیس اداره، ژنرال کنستانتین غامازیان، برای دریافت و نظم دادن به انبارهای مهمات که ترکان پراکنده رها کرده بودند، به آنجا رفت. در جنگ با گرجستان، ارتش ارمنستان ۱۷ توپ، ۲ تای آنها هویتزر، مسلسل، تفنگ، اسب و اموال دیگر را به غنیمت گرفت. این باعث شد بلافاصله ۲ آتشبار تشکیل شود: سبک و کوهستانی. علاوه بر این، ارتش ارمنستان به دو خودروی زرهی مجهز شد. در شهر کارس نیز نیروهای ترک مقدار مشخصی اموال توپخانه ای از خود به جای گذاشتند: توپ، مهمات، باروت و غیره. افسران متخصص برای جمع‌آوری، طبقه‌بندی و انتقال اموال به انبارهای گیومری و کاناکر اعزام شدند. توپخانه قلعه کارس نیز تشکیل شد. یک کارگاه توپخانه برای تعمیر توپ و همچنین تأمین قطعات یدکی توپخانه و سلاح گرم ارتش در گیومری ایجاد شد. مطابق با سازماندهی مجدد این لشکر به سه تیپ جداگانه، ۳ لشکر توپخانه جداگانه با هر کدام ۳ آتشبار تشکیل شد.

### توپخانه در سال ۱۹۱۹
در پایان سال ۱۹۱۹، ارتش ارمنستان ۱۳۰–۱۴۰ توپ داشت که ۶۳ تای آن (۱۵ آتشبار) در اختیار تیپ توپخانه قرار گرفت. توپخانه قلعه کارس دارای ۶۴ توپ و ۲ خودروی زرهی با ۴ آتشبار بود. لازم است ذکر شود که در سالهای ۱۹۱۴–۱۹۱۶ حدود ۹۰ توپ، ۵ گردان توپخانه (لشکر) در قلعه کارس وجود داشت. در ۱۶ ژوئیه ۱۹۱۹، نماینده نظامی جمهوری آذربایجان در ارمنستان طی تلگراف محرمانه ای به رهبری خود گزارش داد که ۱۲ توپخانه با ۴ آتشبار در ارتش ارمنستان وجود دارد.

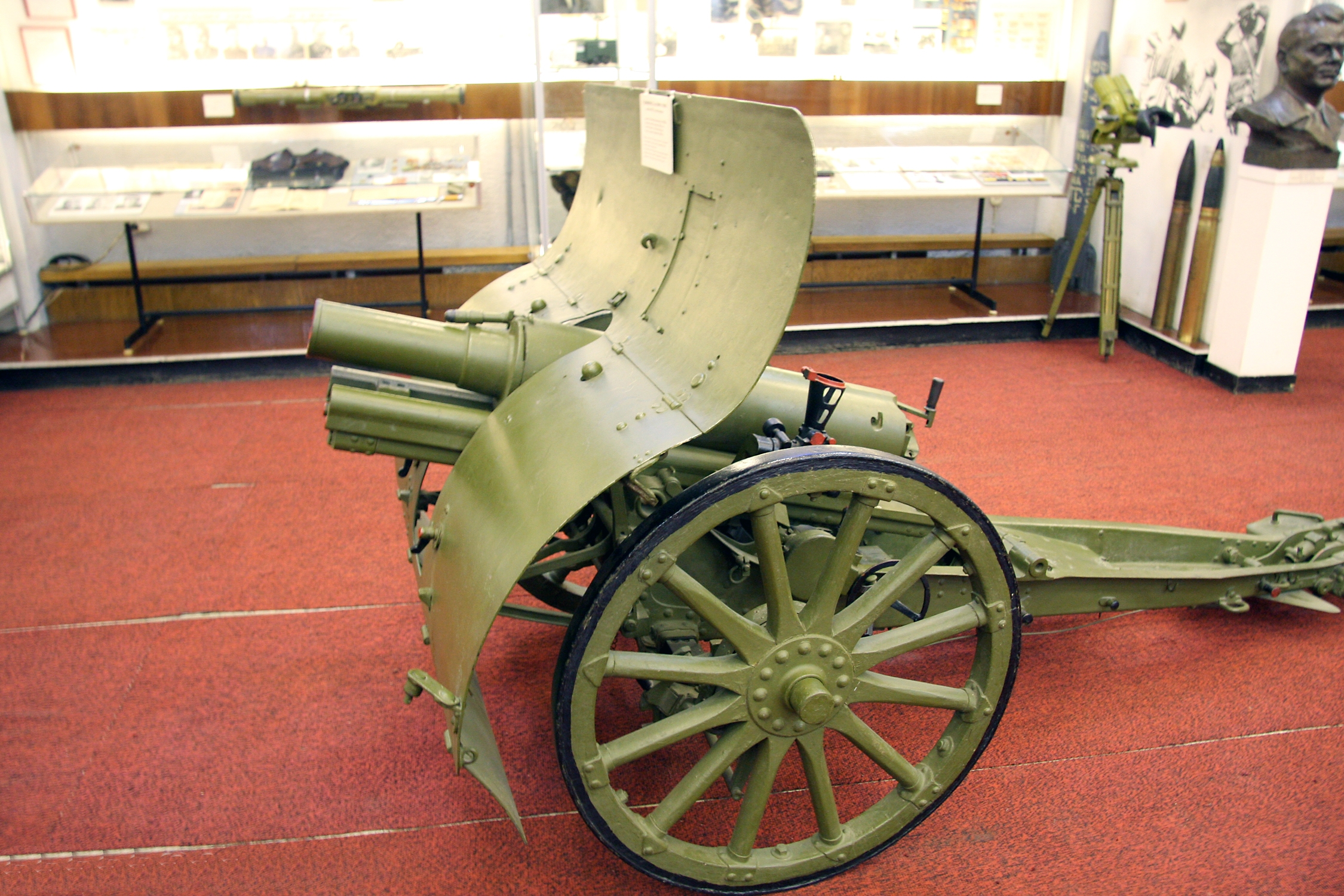
نمونه توپ شرکت فرانسوی اشنایدر

### توپخانه در سال ۱۹۲۰
در اوت ۱۹۲۰، توپخانه ارتش ارمنستان قبلاً ۴ لشکر داشت که شامل ۴ آتشبار سبک و ۹ آتشبار کوهستانی بود و طبق داده‌های دیگر ۱۶ آتشبار بوده است. اگر بر اساس همین اصل حساب کنید ۷۲–۹۶ توپ در اختیار داشتند و توپخانه‌های صحرایی با کالیبر کوچک، به حدود ۱۰۰ توپ می‌رسد. ارتش توپخانه ارمنستان مجهز به تفنگ‌های کوهستانی ساخت شرکت فرانسوی اشنایدر و همچنین هویتزرهای ۱۲۲ میلی‌متری پنج اینچی بود.
.

## خودروهای زرهی
ارتش ارمنستان خودروهای زرهی داشت، تعداد ان نامعلوم است تعدادی از خودروهای زرهی از ارتش گرجستان به غنیمت گرفته شده بود. آنها ابزار بسیار مهمی در آن زمان بودند، آنها عمدتاً برای حفاظت از مناطق حساس و مهم به خصوص در نزدیکی خطوط راه‌آهن و پشتیبانی آتش از سایر واحدهای نظامی همان نیرو در نظر گرفته شده بودند. این خودروهای زرهی شامل یک لوکوموتیو زرهی، یک یا دو سکوی زرهی و حداکثر چهار خودروی ذخیره زرهی بودند. توپ‌های سبک و چندین مسلسل روی سکوهای زرهی قرار داشتند.

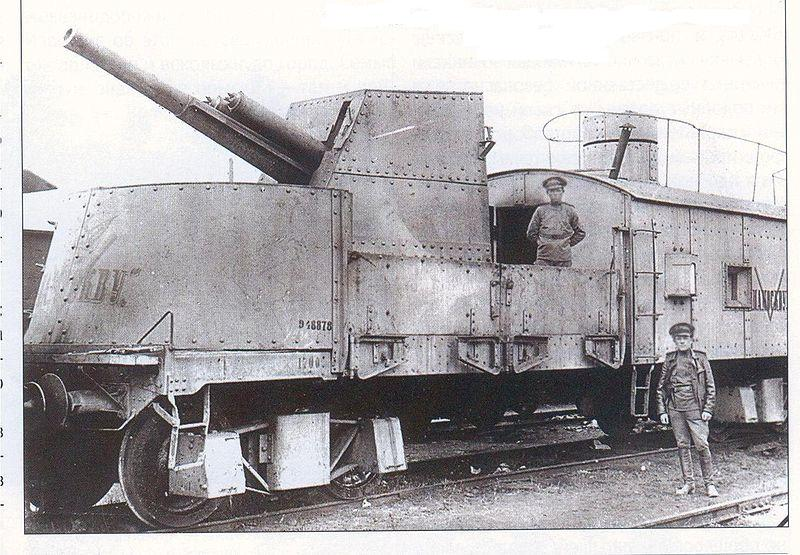
نمونه خودرو زرهی سال ۱۹۱۹